# Gaertnera cardiocarpa
Gaertnera cardiocarpa är en måreväxtart som beskrevs av Louis Hyacinthe Boivin och Henri Ernest Baillon. Gaertnera cardiocarpa ingår i släktet Gaertnera och familjen måreväxter. Inga underarter finns listade i Catalogue of Life.